# روبرت أندرسون (رجل أعمال)
روبرت أندرسون (بالإنجليزية: Robert Anderson)‏ هو ضابط وشخصية أعمال أسترالي، ولد في 6 أغسطس 1865 في سيدني في أستراليا، وتوفي في 30 ديسمبر 1940 في Double Bay ‏ في أستراليا.